# An Thịnh, Lương Tài
An Thịnh là một xã thuộc huyện Lương Tài, tỉnh Bắc Ninh, Việt Nam. Xã An Thịnh nằm tiếp giáp với xã Trung Kênh.
Xã An Thịnh có diện tích 10,15 km², dân số năm 1999 là 11128 người, mật độ dân số đạt 1096 người/km².